# 9

## Události
- Bitva v Teutoburském lese, Rýn se stává definitivní hranicí mezi římskou říší a Germánií.

## Narození
- 17. listopad – Titus Flavius Vespasianus, římský císař a zakladatel dynastie Flaviovců († 23. června 79)

## Úmrtí
- Publius Quinctilius Varus, správce provincie Germania

## Hlava státu
- Římská říše – Augustus (27 př. n. l. – 14)
- Parthská říše – Vonónés I. (7/8–10/11)
- Kušánská říše – Heraios (1–30)
- Čína, dynastie Chan (206 př. n. l. – 220 n. l.) – Wang Mang (8–23)
- Markomani – Marobud (?–37)